# 나를 불러줘
<나를 불러줘>는 대한민국의 여성 싱어송라이터 장덕에 의해 작사 · 작곡된 곡이다. 장덕의 네번째 정규 음반 《얘얘》의 A면 3번 트랙으로 발표되었다. TAPE로 발매된 음반에서는 이 곡의 경음악 버전도 B면 마지막 트랙으로 수록되어 있다.